# 1969 في تشيلي
فيما يلي قوائم الأحداث التي وقعت خلال عام 1969 في تشيلي.

## سياسة

### انتهاء فترة المنصب
- 15 مايو – سلفادور أليندي President of the Senate of Chile [الإنجليزية]‏.

## مواليد

### يناير
- 28 يناير – فرناندو كورنيجو لاعب كرة قدم تشيلي.

### مايو
- 10 مايو – خافيير مارغاس لاعب كرة قدم تشيلي.

### يونيو
- 22 يونيو – رونالد فوينتس لاعب كرة قدم تشيلي.

## وفيات

### يناير
- 1 يناير – بلانكا سانتا كروز أوسا كاتبة تشيلية.